# Guangzhou International Finance Center
Guangzhou International Finance Center (hrvatski: Međunarodni financijski centar Guangzhou, tradicionalno kineski: 廣州國際金融中心) neboder je u kineskom gradu Guangzhou.

## Gradnja
Gradnja objekta započela je u prosincu 2005. godine, a završila 2010. godine. Vrijednost objekta bila je 280 milijuna GBP.

## Osnovne karakteristike
Neboder ima 103 kata te je visok 440.2 metra. Po visini to je treća zgrada u Kini te osma u svijetu (stanje u siječnju 2011.). Koristi se za razne svrhe. Tako prostori od 1. do 66. kata služe kao uredske prostorije, na 67. i 68. katu smještena je tehnička oprema objekta, a od 69. do 98. kata nalazi su Hotel Four Seasons. Katovi 99 i 100 služe kao vidikovac.